# A Lucky Chance
A Lucky Chance est un film muet américain sorti en 1913.

## Fiche technique
- Production : Siegmund Lubin
- Date de sortie : 
  - États-Unis : 11 mars 1913

## Distribution
- Carl von Schiller : Tom Winters
- Irene Hunt : Helen Morton
- Earle Foxe : James Fitzroy
- Joseph Holland : Pedro